# Itabaianinha
Itabaianinha est une ville brésilienne du sud de l'État du Sergipe.

## Géographie
Itabaianinha se situe par une latitude de 11° 16' 26″ sud et par une longitude de 37° 47' 24″ ouest, à une altitude de 223 mètres.
Sa population était de 37 431 habitants au recensement de 2007. La municipalité s'étend sur 493 km2.
Elle fait partie de la microrégion de Boquim, dans la mésorégion Est du Sergipe.

## Maires
| Période | Période | Identité                | Étiquette | Qualité |
| ------- | ------- | ----------------------- | --------- | ------- |
| 2004    | 2008    | Manoel Elias de Santana | PFL       |         |
| 2008    | 2012    | Joaldo Lima de Carvalho | PSDB      |         |